# Meroncidius intermedius
Meroncidius intermedius är en insektsart som beskrevs av Brunner von Wattenwyl 1895. Meroncidius intermedius ingår i släktet Meroncidius och familjen vårtbitare. Inga underarter finns listade i Catalogue of Life.